# سیارک ۱۲۹۹
سیارک ۱۲۹۹ (به انگلیسی: 1299 Mertona، نامگذاری:1934BA) هزار و دویست و نود و نهمین سیارک کشف شده‌است که در ۱۸ ژانویه ۱۹۳۴ و در الجزیره کشف شد.
قدر مطلق سیارک برابر ۱۱٫۴۰ است.